# Zinhain

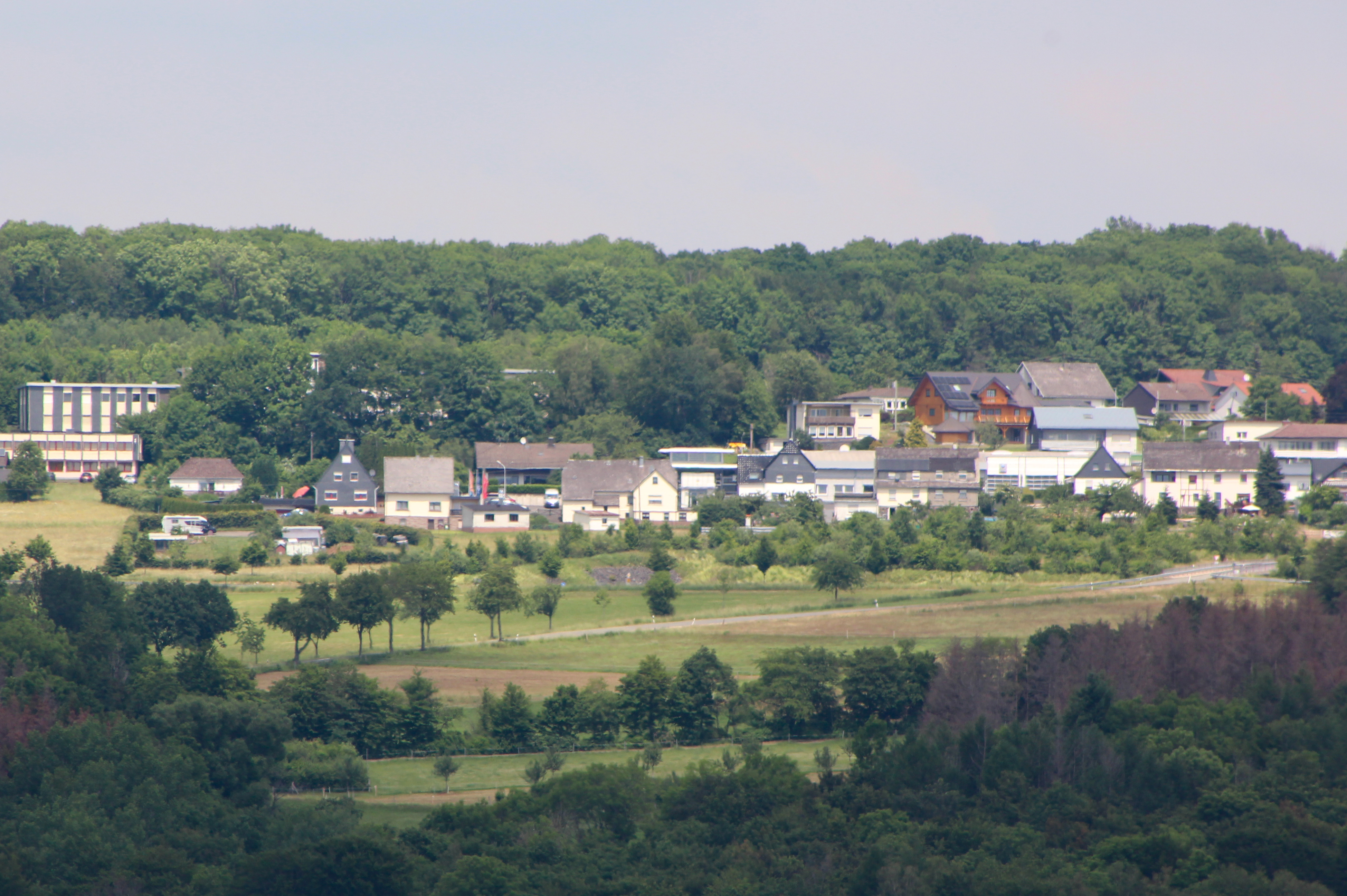
Ansicht von Zinhain

Zinhain (mundartlich: Zijn („Zäin“)) ist ein Ortsteil der Stadt Bad Marienberg im Westerwaldkreis in Rheinland-Pfalz.

## Lage
Die Ortschaft liegt etwa zwei Kilometer westlich des Stadtzentrums von Bad Marienberg in Hanglage über dem Tal der südlich fließenden Nister auf einer Höhe von durchschnittlich circa 480 m ü. NHN und steigt nach Norden hin bis auf etwa 550 m ü. NHN auf der „Zinhainer Höhe“ an.

## Geschichte
1939 hatte die ehemals selbständige Gemeinde Zinhain 306 Einwohner. Am 7. Juni 1969 wurde der Ort mit damals 423 Bewohnern nach Bad Marienberg eingemeindet.

## Infrastruktur

### Verkehr

#### Straße
Die nächsten Autobahnen (in deutlicher Entfernung) sind die A 45 im Osten und die A 3 im Westen. Die Bundesstraße 414 verläuft einige Kilometer nördlich von Zinhain und die B 255 im Süden. Es bestehen Busverbindungen zur Kernstadt und in die umliegenden Orte.

#### Schiene
Die Bahnstrecke Erbach–Fehl-Ritzhausen mit dem ehemaligen „Bahnhof Bad Marienberg“ wurde schon vor vielen Jahren stillgelegt und mittlerweile abgebaut. Heute befinden sich an der westlich verlaufenden Oberwesterwaldbahn die Regionalhaltestellen Unnau-Korb und Nistertal-Bad Marienberg. In Siegburg und Montabaur liegen die nächstgelegenen Fernbahnhöfe mit ICE-Verbindungen.

#### Flugverkehr
Der nächstgelegene Flugplatz ist der Flughafen Siegerland; internationale Flughäfen sind der Flughafen Frankfurt Main und der Flughafen Köln/Bonn.

### Einrichtungen
Der Stadtteil besitzt ein Dorfgemeinschaftshaus, in dem sich ein Kindergarten befindet.

## Wirtschaft
Die ursprünglich dominierende Land- und Forstwirtschaft spielt heute praktisch keine Rolle mehr. Auch der Abbau von Basaltgestein wurde bereits 1975 eingestellt. Das wirtschaftliche Leben wird heute geprägt durch zahlreiche, insbesondere kleinere bzw. mittelständische Unternehmen, die hauptsächlich im Bereich Dienstleistung und Tourismus tätig sind.

### Tourismus
In Zinhain gibt es diverse Gastronomie- und Beherbergungsbetriebe.
An der Gemarkungsgrenze zur Kernstadt befinden sich das „Marienbad“, ein Freizeit- und Kurbad mit angrenzendem Wohnmobilstellplatz, der Basaltpark sowie der Wildpark Bad Marienberg mit angeschlossener Falknerei. In unmittelbarer Nähe dieser touristischen Anziehungspunkte verläuft der Westerwald-Steig (Etappe 8 von Bad Marienberg nach Hachenburg).
Als Kulturdenkmal ist das ehemalige Schulhaus aus dem Jahr 1899 in die Denkmalliste eingetragen.

## Söhne und Töchter des Ortes
- Matthias Schürg (1805–1890), Bürgermeister und Mitglied des Nassauischen Landtags